# Carlismo

Bandeira carlista

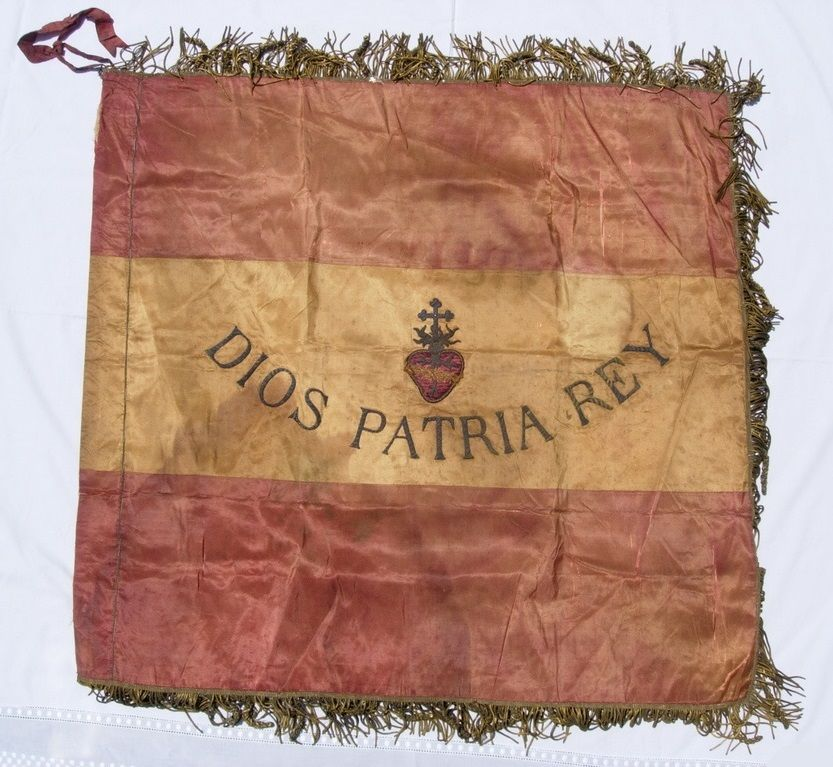
Bandeira carlista de c. 1875, usada na Terceira Guerra Carlista

Carlismo (em basco: Karlismo; em catalão: Carlisme; em galego: Carlismo; em castelhano: Carlismo) é a designação dada ao movimento político tradicionalista e legitimista de caráter antiliberal, antirrevolucionário e antimaçónico, surgido na Espanha em 1836, que apoiava Carlos, Conde de Molina como legítimo Rei da Espanha
Emergiu quando Fernando VII declarou a sua filha Isabel como sua sucessora, contra as pretensões do irmão Carlos Maria de Bourbon, príncipe das Astúrias. Depois da morte de Fernando VII, Carlos de Bourbon proclama-se Carlos V, dando origem às guerras civis de 1833-1840, 1846-1849 e 1872-1876, conhecidas como Guerras Carlistas.
Miguel I de Portugal, que tinha ajudado o seu primo Carlos enquanto este esteve exilado em Portugal, recebeu depois o apoio dos Carlistas nas lutas entre os liberais e conservadores que provocaram a divisão nas Casas Reais de Bragança e de Bourbon, dando origem a um conjunto de conspirações e tentativas de levantamento de uma guerrilha carlo-miguelista em Portugal, sobretudo na III Guerra Carlista entre os anos de 1872 e 1876.
No século XX, o carlismo foi dividido em dois grupos, o que promoveu o socialismo autogestionário, o chamado Partido Carlista, e o que promoveu o conservadorismo, chamado Comunhão Tradicional Carlista. Ambos os movimentos têm atualmente expressão eleitoral residual.
A designação de Carlismo, como a sua correspondente portuguesa de Miguelismo, deriva do nome do infante Carlos de Bourbon que encabeçou a contestação absolutista e legitimista na fase inicial do movimento.

## Origem

### Sistema de sucessão em disputa
Tradicionalmente, à exceção de um, todos os reinos espanhóis permitiam a sucessão de filhas na ausência de filhos e irmãs na ausência de irmãos (primogenitura de preferência masculina). A única exceção, Aragão, tendia a favorecer o semi-salicismo. As regras de sucessão mais elaboradas faziam parte das Siete Partidas do final do século XIII.
Em 1 de novembro de 1700, um príncipe francês Bourbon, Filipe V, acendeu ao trono espanhol. Na casa real francesa, aplicava-se a lei sálica, que não permitia a sucessão feminina. Consequentemente, a ordem tradicional de sucessão espanhola teve que dar lugar a um sistema semi-sálico, que excluía as mulheres da coroa, a menos que todos os homens na descendência agnática de Filipe, em qualquer ramo, fossem extintos. Essa mudança foi provavelmente forçado por pressão externa para evitar qualquer possível união pessoal da Coroa da Espanha com uma monarquia estrangeira como a França. (A Guerra da Sucessão Espanhola (1701–1714) começou a impedir que a Espanha e a França unissem os dois reinos sob o mesmo rei). Embora o governo espanhol tenha feito várias tentativas de reverter à ordem tradicional, como no Decreto de 1789 de Carlos IV de Espanha (ver abaixo), a questão da sucessão só se tornou premente quando, em 1830, Fernando VII se encontrava doente, sem qualquer problema, mas com uma esposa grávida. Ele decidiu, em 1830, promulgar o decreto de 1789, assegurando a coroa para o feto, mesmo que fosse do sexo feminino. A lei colocou a criança, Princesa Isabel, à frente do irmão de Fernando, Infante Carlos, que até então era herdeiro presuntivo.
Muitos contemporâneos (começando com o irmão do rei e os ramos de Bourbon dos cadetes) viram a sucessão alterada como ilegal em vários pontos. Eles formaram a base para o partido carlista dinástico, que apenas reconheceu a lei de sucessão semi-sálica que deu prioridade ao Infante Carlos sobre a filha de Fernando, a futura Isabel II.

#### Cronograma histórico
- 13 de maio de 1713: Filipe V, o primeiro dos Bourbons espanhóis, juntamente com as Cortes, o parlamento da Espanha, através de um Auto Acordado muda a ordem de sucessão para a coroa espanhola a partir do delineado no Siete Partidas. Onde a regra anterior consistia em primogenitura de preferência masculina, a nova lei de Filipe instituiu a lei semi-sálica, sob a qual a ascensão ao trono de uma mulher ou seus descendentes só é possível após a extinção de todos os homens dinásticos descendentes na linhagem masculina de Filipe V.
- 1789: Durante o reinado de Carlos IV, as Cortes aprovam uma reversão do sistema de sucessão à tradicional ordem de sucessão Siete Partidas. No entanto, a lei não foi promulgada, em parte devido aos protestos das filiais de cadetes da Casa de Bourbon (o ramo siciliano e o ramo Parma), que a viram como diminuindo seus direitos hereditários.
- 1812. Uma nova constituição espanhola delineia as regras de sucessão de acordo com as Siete Partidas.
- 31 de março de 1830: Fernando VII, na época sem motivo e sua quarta esposa grávida, promulga a sanção pragmática de 1830 que ratifica a lei de 1789, restabelecendo assim a ordem de sucessão pré-filipina.
- 10 de outubro de 1830: nascimento da futura Isabel II , filha de Fernando VII. Depois de várias intrigas judiciais, a sanção pragmática é definitivamente aprovada em 1832. O irmão de Fernando, o infante D. Carlos, até então o herdeiro presuntivo, sente-se privado de seus direitos e parte para Portugal.
- 1833–1876: Guerras Carlistas

## Pretendentes carlistas
A numeração enquanto monarcas, que se indica no quadro seguinte, é a utilizada pelos seus apoiantes. Enquanto não foram proclamados reis, os pretendentes usavam títulos nobiliárquicos associados com à Coroa espanhola.
| Pretendente                                                              | Retrato | Nascimento                                                                                                 | Casamento(s) | Morte                                     |
| ------------------------------------------------------------------------ | ------- | --- | --- | ----------------------------------------- |
| Carlos, Conde de Molina (Carlos V) 1833–1845                             |         | 29 de março de 1788, Aranjuez filho de Carlos IV e de Maria Luísa de Parma                                 | Maria Francisca de Portugal setembro de 1816 3 filhos Maria Teresa, Princesa da Beira 1838 sem descendência          | 10 de março de 1855 Trieste com 66 anos   |
| Carlos Luís de Bourbon e Bragança (Carlos VI) 1845–1861                  |         | 31 de janeiro de 1818, Madrid filho de Carlos, Conde de Molina (Carlos V) e de Maria Francisca de Portugal | Maria Carolina das Duas Sicílias 10 de julho de 1850 sem descendência                                                | 31 de janeiro de 1861 Trieste com 43 anos |
| João, Conde de Montizón (João III) 1860–1868                             |         | 15 de maio de 1822, Aranjuez filho de Carlos, Conde de Molina (Carlos V) e de Maria Francisca de Portugal  | Maria Beatriz de Áustria-Este 6 de fevereiro de 1847 2 filhos                                                        | 21 de novembro de 1887 Hove com 65 anos   |
| Carlos, Duque de Madrid (Carlos VII) 1868–1909                           |         | 30 de março de 1848, Liubliana filho de João, Conde de Montizón e de Maria Beatriz de Áustria-Este         | Margarida de Bourbon-Parma 4 de fevereiro de 1867 5 filhos Maria Berta de Rohan 28 de abril de 1894 sem descendência | 18 de julho de 1909 Varese com 61 anos    |
| Jaime, Duque de Madrid (Jaime III) 1909–1931                             |         | 27 de junho de 1870, Vevey filho de Carlos, Duque de Madrid e de Margarida de Bourbon-Parma                | sem aliança | 2 de outubro de 1931 Paris com 61 anos    |
| Afonso Carlos de Bourbon, Duque de São Jaime (Afonso Carlos I) 1931–1936 |         | 12 de setembro de 1849 Londres filho de João, Conde de Montizón e de Maria Beatriz de Áustria-Este         | Maria das Neves de Portugal 26 de abril de 1871 1 filho                                                              | 29 de setembro de 1936 Viena com 87 anos  |

## Outros movimentos legitimistas
Outras facções monárquicas tradicionalistas e contrarrevolucionárias europeias, que se tornaram opositoras aos regimes dos seus respectivos países, após terem sido derrubadas por conflito político armado, nomeadamente, por via de guerra civil:
- Legitimismo francês
- Jacobitismo
- Miguelismo
- Partido Legitimista